# Llista de mutants de Marvel
Aquesta és una llista de mutants apareguts als còmics Marvel. Al costat hi ha el nom de l'àlter ego.
| Índex A B C D E F G H I J K L M N O P Q R S T U V W X Y Z |

## Mutants del l'univers 616
Aquesta llista, ha estat confeccionada, amb la informació extreta dels llocs que es detalla a Bibliografia i fonts.

### A
- Aardwolf - Chon Li
- Absalom - Corey Flynn
- Abyss - Nils Styger
- Adahm
- Aero - Melody Guthrie
- Agent Zero - Christoph Nord (també conegut com a David North, Maverick)
- Ahmed (District X)
- Airhead
- Alchemist
- Alchemy - Thomas Jones
- Alex
- Amalgam
- Amanda
- Amazing Merwoman - Patricia Hamilton
- Amber
- Aminedi
- Ampere
- Anais
- Anarchist - Tike Alicar
- Angel Salvadore - Angel Salvadore Bohusk
- Angel Dust - Christine
- Ankhi
- Annalee
- Anole - Victor Borkowski
- Anteus (Neo), primera aparició a X-Men vol. 2,  núm.101.
- Anti-Matter - Arlo Summers
- Antonio
- Ao Jun
- Ape
- Apocalypse - En Sabah Nur
- Appraiser
- Archangel/Angel - Warren Worthington III
- Emery Arcenaux - Emery James Arcenaeux
- Archer
- Arclight - Philippa Sontag
- Armageddon Man
- Armor - Hisako Ichiki
- Michael Asher
- Askari - Jono Baraka
- Astra - Beth Al-Reraph
- Asylum - Henrique Manuel Gallante
- Auric - Zhao Tang
- Aurora - Jeanne-Marie Beaubier
- Avalanche - Dominic Szilard Janos Petros
- Axe (Mutant Gladiators)
- Azael

### B
- Gailyn Bailey
- Joseph Thomas Bailey
- Bryson Bale
- La Bandera
- Bandit - Donyell Taylor
- Banjo
- Banshee - Sean Cassidy
- Bantam
- Barbican, un membre de la raça de supermutants coneguda com a Neo
- Barnacle - Mortimer Everett
- Base - Hiro Sokuto
- Bash
- Basilisk
- Battering Ram
- Beak - Barnell Bohusk
- Sonny Bean (District X)
- Beast - Dr. Henry "Hank" P. McCoy
- Beautiful Dreamer
- Mary Beck
- Bedlam - Jesse Aaronson
- Beef - Buford Wilson
- Tillie Beezer
- Bela
- Beldame (Goth)
- Bella Donna - Bella Donna Boudreaux
- Bernard the Poet
- Bertram
- Berzerker
- Bette
- Bevatron - Fabian Marechal-Julbin
- Big Bertha - Ashley Crawford
- Big Casino (Neo)
- Big Top
- Birdy
- Bishop - Lucas Bishop Williepondt
- Gene Bitner (Promise)
- Black Box - Garabed Bashur
- Black Death
- Black Shadow and White Shadow
- Black Swan - Yabbat Ummon Turru
- Black Tom Cassidy - Thomas Samuel Eamon Cassidy
- Black Womb
- Marlene Blackgar
- Blaquesmith
- Blasting Cap
- Siena Blaze
- Blind Ali - Ali Al-Zubaidi
- Blind Faith - Alexi Garnoff]
- Blindfold
- Blindspot
- Bling! - Roxanne "Roxy" Washington
- Blink - Clarice Ferguson
- Bliss
- Blob - Frederick J. Dukes
- Blockbuster - Michael Baer
- Bloke - Mickey Tork (també dit Rainbow)
- Bloodhawk
- Bloodlust - Beatta Dubiel
- Bloody Bess (Crimson Pirates)
- Astrid Bloom
- Blowhard
- Bludgeon (III) (Neo)
- Larry Bodine
- Elias Bogan
- Tito Bohusk
- Tito Jerome Bohusk
- Bond
- Book
- Boost
- Bora
- Bouncer
- Box - Roger Bochs
- Jamie Braddock - James "Jamie" Braddock Jr.
- Brain Cell - Kevin
- Brass - Sean Watanabe
- Breakdown
- Billy Briggs
- Briquette
- Broadband
- Browning
- Brute
- Brute
- Bubble
- Bugeye - Abner
- Bugman
- Bulk
- Bulwark
- Riek Bukenya
- Burke
- William Burke
- Burner (àlies Crucible) - Byron Calley
- Burning Puddle
- Butterfly - Layla Rose Miller
- Buzzsaw

### C
- Cable - Nathan Christopher Summers (AKA Nathan Dayspring Askanison)
- Caiman
- Caliban
- Callisto
- Godfrey Calthrop
- Carol Campbell (District X)
- Ned Campbell (District X)
- Candra
- Cannonball - Samuel Guthrie
- Carl (District X)
- Carla
- Jumbo Carnation
- Carnivore
- Carrie (District X)
- Tad Carter (The Promise)
- Carver
- Cascade
- Adrian Castorp
- Catiana - Tatiana Caban
- Catseye - Sharon Smith
- Cell
- Centennial
- Chamber - Jonothon "Jono" Evan Starsmore
- Chance
- Changeling - Kevin Sydney
- Lourdes Chantel
- Charcoal - Charles "Charlie" Burlingame
- Charm (Gene Nation)
- Chela
- Lila Cheney
- Trevor Chase
- Chickenwings
- Chimera
- Chrome - Allen Marc Yuricic
- Clarity
- Clay
- Clive
- Cloak - Tyrone 'Ty' Johnson
- Coach
- Colin (District X)
- Collective Man - Sun, Chang, Ho, Lin, and Han Toa-Yu
- Colossus - Piotr "Peter" Nikolaievitch Rasputin
- Concussion
- Liam Connaughton
- Conquistador - Miguel Provenza
- Cool Million
- Cooter
- Copycat - Vanessa Geraldine Carlysle
- Corben
- Corkscrew
- Anne-Marie Cortez
- Fabian Cortez
- Courier - Jacob Gavin Jr.
- Cowboy - Luke Merriweather
- Nelson Cragg
- Crawler
- Crazy Legs
- Crimson Commando (AKA Commando) - Frank Bohannon
- Crimson Commando 2
- Crimson Daffodil
- Critical Mass (Arnie Gunderson)
- Elijah Cross
- Crule
- Crypto
- Cudgel (Neo)
- Zoe Culloden
- Cutter
- Cybelle
- Cyber - Silas Burr
- Cyclops - Scott Summers
- Cypher - Douglas Aaron Ramsey

### D
- D'Gard
- Dagger - Tandy Bowen
- Daken
- Bethany Danziger (District X)
- Dark Beast - Henry Philip McCoy
- Dark Mother
- Darkstar - Laynia Sergeievna Petrovna
- Darwin - Armando Muñoz
- Dazzler - Alison Blaire
- Dead Girl - Moonbeam
- Dead Ringer - Lou Dexter
- Deadbolt (comics)cDeadbolt
- Deadpool - Wade Wilson
- Deathbringer
- Decay - Jacob Lashinski
- Johnny Dee
- Marco Delgado
- Delphi
- Deluge
- Denham
- Dervish
- Desolation (Neo)
- Destiny - Irene Adler
- Arcadia Deville
- Diamond Lil - Lillian Crawley-Jeffries
- Dirge (Neo)
- Dirtnap
- DJ - Mark Sheppard
- Doc
- Doctor Denton - Oliver Denton
- Doctor Goodwrench
- Domina
- Domino - Neena Thurman
- Doorman - DeMarr Davis
- Doppleganger - Wolfgang Helmut Heinreich
- Alison Double
- Double Helix
- Double Trouble
- Doug & Jerry
- Dragon-Lord
- Dragoness - Tamara Kurtz
- Dragonwing
- Dryad
- Dummy
- Dust - Sooraya Qadir
- Dylan- Dylan Amazing
- Dynamite - Susan Svenson
- Dzemal (District X)

### E
- Kevin E.
- Ebon
- El Guapo - Robbie Rodriguez
- Electric Eve
- Elixir - Joshua "Josh" Foley
- Elysia (Neo)
- Emma Frost
- Empath - Manuel Alfonso Rodrigo de la Rocha
- Emplate - Marius St. Croix
- Empyrean - Jonathan Bartolomew Chambers
- Ent
- Erik (District X)
- Erg
- Ernst
- Ever
- Exodus - Bennet du Paris
- Eyebeam
- Eye Scream

### F
- Fagin
- Fake Angel (Morlocks)
- Fake Beasts (Two, Morlocks)
- Fake Cyclopes (Two, Morlocks)
- Fake Havok/Magik (Morlocks)
- Fake Phoenix (Morlocks)
- Fake Longshot (Morlocks)
- Fake Nightcrawlers (Two, Morlocks)
- Fake Professor Xaviers (Three, Morlocks)
- Fake Storm (Morlocks)
- Fake Warlock (Morlocks)
- Fake Wolverine (Morlocks)
- Arturo Falcones
- Famine - Autumn Rolfson
- Fan Boy - Arthur "Arnie" K. Lundberg
- Craig Farnsworth (Promise)
- Lucius Farnsworth
- Vincent Farnsworth
- Fatale
- Feedback - Albert Louis
- Percival Fellows
- Felon - Bobby Soul
- Feral - Maria Callasantos
- Fever Pitch
- Filthy Frankie (District X)
- Fiona
- Firebolt - Anthony Sloan
- Firebug
- Firefist - Russell "Rusty" Collins
- Firestar - Angelica "Angel" Jones
- Trevor Fitzroy
- Fixx
- Flambé
- Flashback - Gardner Monroe
- Flatman - (Dr. Val Ventura)
- Flex - Adrian Corbo
- Minnie Floyd
- Flubber
- Alexander Flynn
- Fontanelle - Gloria Dayne
- Forearm - Michael McCain
- Forever Man - Morgan MacNeil Hardy
- Forge
- Freakshow
- Frenzy - Joanna Cargill
- Adrienne Frost
- Cordelia Frost
- Emma Grace Frost
- Fugue

### G
- Gaia - Guardian of the Universal Amalgamator
- Gambit - Remy LeBeau
- Gamesmaster
- Gargouille - Lavinia Leblanc
- Jeffrey Garrett
- Sean Garrison
- Gateway
- Gazer (còmic)
- Geech (District X)
- Pete Gehringer
- Genesis - Tyler Dayspring
- Gentle - Nezhno Abidemi
- Carter Ghazikhanian
- Ghost Girl - Lilli Stephens
- Ghoul
- Gideon
- Gibbon - Martin Blank
- Gin Genie - Rebecca "Beckah" Parker
- Sharon Ginsberg
- Glob Herman - Herman Garner
- Gloom
- Glowworm
- Goblin Queen - Madelyne Pryor
- Goblyn - Goblyn Dean
- GoGo Tomago
- Golden Child - Paul Patterson
- Mikula Golubev
- Gorgeous George - George Blair
- Gorgon - Tomi Shishido
- Goth (Goth)
- Green Ghost
- Gremlin - Topolov
- Greystone - Devlin Greystone
- Grim Hunter - Vladimir Kravinoff
- Grizzly (2) - Theodore Wyatt Winchester
- Grunt - Willie Evans, Jr.
- Guardian -James MacDonald Hudson
- The Guvnor - Andy Black
- Milo Gunderson

### H
- Hack
- Tim Hacker
- Hairbag - Michael Suggs
- Hanransha
- Hans
- Harmony
- Harness - Erika Benson
- Harpoon - Kodiak Noatak
- Dezmond Harris
- Havok - Alexander "Alex" Summers
- Hawkshaw
- Molly Hayes
- Hazard - Carter Alexander Ryking
- Headhunter
- Healer
- Heartbreak Kid - Daniel Atherton Shepherd
- Hellion - Julian Keller
- Hemingway
- Andrea Hobbes (District X)
- Walker Hobbes (District X)
- Dennis Hogan
- Hollow (AKA Penance)
- Holly
- Holocaust (AKA Nemesis)
- Honcho - James MacDonald
- Seiji Honda
- Hope - Esperanza Ling
- Ned Horrocks
- Host
- Hound
- Hub
- Hump
- Hungry One
- Huntsman - Weapon XII
- Henrietta Hunter
- Humus Sapien
- Hurricane
- Husk - Paige Elisabeth Guthrie
- Hydro - Floyd Carter

### I
- Icarus - Joshua "Jay" Guthrie
- Iceman - Robert "Bobby" Drake
- Indra - Paras Gavaskar
- Infectia - Josephine
- Shola Inkosi
- Integer (Gene Nation)
- Inza
- Iron Curtain
- Iron Maiden (Gene Nation)
- Irving
- Shirow Ishihara
- Elena Ivanova
- Ivich

### J
- Jack-in-the-Box - Jack
- Lucas Jackson
- Jade Dragon - Dei Guan
- Jaeger (Neo)
- Janus
- Isaac Javitz
- Jazz - John Arthur Zander
- Gil Jeffers
- Latonya Jefferson
- Madison Jeffries
- Jessie
- Jetstream - Haroun ibn Sallah al-Rashid
- Jo
- Joe Buggs
- Joey
- John
- Daisy Johnson - Quiver
- Manfred Jones (District X)
- Joseph
- Jubilee - Jubilation Lee
- Juggernaut - Cain Marko
- Juicers
- Junction (Neo)
- Justice - Vance Astrovik

### K
- Bertram K.
- Kamal - Kamal El Alaqui
- Kamikaze
- Karma - Xi'an "Shan" Coy Manh
- Kate
- Katu
- Daniel Kaufman (District X)
- Benazir Kaur
- Kestrel - John Wraith
- Key
- Kid Omega - Quentin Quire
- Kidogo - Lazaro Kotikash
- Kilmer (Neo)
- Benedict Kine
- King Bedlam - Christopher Aaronson
- The Kingmaker
- Kiwi Black - Marcus Skarr
- Kleinstocks - Eric, Harlan & Sven Kleinstock
- Knockout - Elizabeth Rawson
- Krakoa
- Winston J. Kranpuff
- Kraven the Hunter 2 - Alyosha Kravinoff (AKA Al Kraven)
- Kroeger
- Krueger
- Kylun - Colin McKay

### L
- Lacuna - Woodstock
- Lady Mastermind - Regan Wyngarde
- Lament (Neo)
- Lamprey
- Landru
- Landscape
- Lara the Illusionist - Lara King
- Lariat
- Leech
- Leecher
- Gordan Lefferts
- Lefty (District X)
- Legion - David Charles Haller
- Leiko
- Harry Leland
- Tom Lennox
- Simon Lestron (Promise)
- Hanna Levy
- Lexi
- Alexander Lexington
- Lifeforce
- Lifeguard - Heather Cameron
- Lifter (AKA Meteorite) - Ned Lathrop
- Light
- Lightbright - Obax Majid
- Lightning Bug
- Lightning Rod
- Lighttrakker
- Link - Lorne Lincoln
- Litterbug
- Living Diamond
- Loa - Alani Ryan
- Maximus Lobo
- Lobo Brothers - Carlos & Eduardo Lobo
- Locomotive Breath - Laslo Mazgel
- Locus
- Lois London
- Longneck - Jonah van Helsking
- Lorelei - Lorelei Travis
- Loss
- Lucy
- Lullaby - Felicity Hopkins-Cross

### M
- M - Monet Yvette Clarisse Maria Therese St. Croix
- M-Twins - Nicole and Claudette St. Croix
- Mister M - Absolon Zebardyn Mercator
- Mad Jim Jaspers - Sir James Jaspers
- Madam Drache
- Madame Sanctity - Tanya Trask
- Artie Maddicks
- Maggie
- Maggott - Japheth
- Magik - Illyana Rasputin
- Magma - Amara Juliana Olivians Aquilla
- Magneto - Erik Magnus Lensherr
- John Mairs
- Malcolm
- Mali
- Malice
- Mammomax - Maximus Jensen
- Manacle (Neo)
- Mandrill - Jerome Beechman
- Tran Coy Manh
- Manikin - Whitman Knapp
- Manslaughter
- Mant - Thomas Jones
- Marilou
- Marked Man
- Marrow - Sarah
- Marshal
- Ashley Martin
- Jeannie Martin
- Marvel Girl (AKA Phoenix) - Jean Grey-Summers
- Krista Marwan
- Mary Zero - Mary
- Masque
- Mastermind (2) - Martinique Jason
- Mastermind - Jason Wyngarde
- Match - Ben Hammil
- Maverick (AKA Agent Zero) - Christoph Nord (AKA David North)
- Maverick (2) (AKA Bolt) - Christopher Bradley
- Meggan - Meggan Braddock
- Meld - Jeremiah Muldoon
- Melek the Telepath
- Seamus Mellencamp
- Meltdown/Boom-Boom - Tabitha Smith
- Membrain (Gene Nation)
- MeMe
- Mentac
- Mentallo (AKA Think Tank) - Marvin Flumm
- Mercury - Cessily Kincaid
- Mesmero - Vincent
- Tobias Messenger (The Promise)
- Michael (Former Order of Mutants)
- Microbe - Zachary Smith Jr.
- Micromax - Scott Wright
- Mike
- Francisco Milan
- Mimic - Calvin Montgomery Rankin
- Mindblast - Danielle Forte
- Mindmeld
- Mindworm - William Turner
- Mind-Wave
- Miss Fingers
- Miss Saccharine
- Miss Steed
- Missy
- Mist Mistress
- Miz Tree - Mariko Morioka
- Mister One and Mister Two
- Mister Sensitive - Guy Smith (AKA Orphan)
- Mister X
- Mole
- Monitor
- Monte
- Mirage - Danielle Moonstar
- Mondo
- Monsoon - Aloba Dastoor
- Morph
- Mother Inferior
- Mountjoy
- Mr. Immortal - Craig Hollis
- Mr. Punch (District X)
- Multiple Man - Jamie Madrox
- Murmur I - Arlette Truffaut
- Murmur II
- Musclehead
- Mystique - Raven Darkholme

### N
- Namor - Namor McKenzie
- Namora - Aquaria Nautica Neptunia
- Namorita - Namorita Prentiss
- Nanny
- Nata
- Native
- Negasonic Teenage Warhead - Ellie Phimister
- Nekra - Nekra Sinclair
- Neophyte - Simon Hall
- Network - Sarah Vale
- Neurotap
- Neutrino Annihilator
- Nevermind - Reardon
- Nicodemus
- Nightcrawler - Kurt Wagner
- Nightwind
- Kiden Nixon
- Nocture - Talia Josephine "TJ" Wagner
- No-Girl - Martha Johansson
- Noise - Julio Mendoza
- Northstar - Jean-Paul Beaubier
- Michael Nowlan
- La Nuit - Pierre Truffaut
- Nuklo - Robert Frank, Jr.
- Nuwa

### O
- Obituary - Milton Peterson
- Ocelot
- Ocean
- Officer Holloran
- Oink
- Omega Red - Arkady Rossovich
- Omerta - Paul "Paulie" Provenzano
- Onyxx - Sidney Green
- Ooze
- Opsidian (Gene Nation)
- Optoman
- Oracle
- Orator - Victor Ludwig
- Orbit
- Orchid
- Orifice
- Orphan-Maker - Peter
- Armena Ortega
- Orwell
- Solomon O'Sullivan
- Oswald
- Outlaw - Inez Temple
- Overkill
- Overrider - Richard Rennselaer
- Owl - Leland Owlsley
- Ox
- Oxford Blue - Preston Allen
- Ozone

### P
- Paint
- Paradigm
- Paradise
- Paralyzer (AKA Shocker 2) - Randall Darby
- Pasco
- Gary Paterson
- Pathway - Laura Dean
- Pavane
- Reeva Payge
- Peace Monger - Dr. Cobbleskill
- Peepers
- Persuader - Roland Rayburn
- Persuasion (AKA Purple Girl - Kara Killgrave
- Pester
- Petra - Petra Kristensen
- Nemesio Petri
- Phantazia - Eileen Harsaw
- Phat - William Robert "Billy-Bob" Reilly
- Piecemeal (I) - Gilbert Benson
- Piecemeal (II)
- Pig
- Pipeline - Cormick Grimshaw
- Piper
- Pixie (II) - Megan Gwynn
- Pixie (I)
- Pizer
- Plague
- Plasma - Leila O'Toole
- Plazm
- Porcupine - Billy Bates
- Polaris - Lorna Dane
- Poltergeist - Mickey Silk
- Porous
- Portal - Charles Little Sky
- Possessor - Raphael Zoran
- Post - Kevin Tremaine
- Posterboy
- Postman - David
- Powerhouse
- Preacher
- Preview - Jessica Vale
- Primal - Adam Berman
- Jim Prindle
- Prism - Robbie
- Prodigy - David Alleyne
- Professor X - Professor Charles Francis Xavier
- Projector - Zachary Williams
- Proteus - (AKA Mutant X) Kevin MacTaggert
- Prudence Leighton
- Psi-Borg
- Psimon
- Psylocke - Elizabeth "Betsy" Braddock
- Puck - Eugene Milton Judd
- Puff Adder - Gordon Fraley
- Pulse - Augustus
- Punchout
- Purge
- Purge (Arena)
- Sarah Pursher
- Pyro - St. John Allerdyce

### Q
- Quicksilver - Pietro Maximoff
- Quiet Bill
- Quiet Man
- Quill - Maxwell "Max" Jordan
- Qwerty

### R
- R. U. Reddy - Winthrop Roan, Jr.
- Gretta Rabin
- Radian - Christian Cood
- Radius - Jared Corbo
- Rain Boy
- Rakkus - David Anthony Rice
- Ralph (Former Order of Mutants)
- Ned Ralston
- Ramrod - Patrick Mahony
- Randall
- Random - Marshall Evan Stone III
- Mikhail Rasputin
- Rax
- Razorback - Buford Hollis
- Razor Cut
- Razorhead
- Reaper - Pantu Hurageb
- Red Lotus - Paul Hark
- Redneck - Vincent Stewart
- Malcolm Reeves
- Malon Reeves
- Reignfire
- Rem-Ram - Marcus Andrews
- Rev - Samuel "Sammy" Smith
- Requiem (Neo)
- Revanche - Kwannon
- Revelation
- Revenant (Neo)
- Reverb (Gene Nation)
- Dr. Cecilia Reyes
- Rhapsody - Rachel Argosy
- Franklin Benjamin Richards
- Ricochet - Johnny Gallo
- Rictor - Julio Esteban Richter
- Ridge
- Brian Rinehart
- Riptide - Janos Quested
- Risque - Gloria Dolores Muñoz
- Roach - Hubie Edge
- Lucy Robinson (The Promise)
- Max Rocker
- Rockslide - Santo Vaccarro
- Rogue - Anna Marie D'Ancanto
- Rok
- Rolling Thunder
- Tony Romeo
- Roulette - Jennifer Stavros
- Rubbermaid - Andrea Margulies
- Ruckus - Clement Wilson
- Rust

### S
- Aurelie Sabayon
- Sabertooth - Victor Creed
- Sabra - Ruth Bat-Seraph
- Sabre
- Sack
- Sage - Tessa
- Saint Anna
- Salvo (Neo)
- Samson
- Violet Sanchez
- Sanguine (Goth)
- Sapphire Styx
- Saul - Garbha-hsien
- Savage Fin
- Scaleface
- Scalphunter - John Greycrow
- Scanner - Sarah Ryall
- Scarlet Knights - Hardy Family
- Scarlet Witch - Wanda Maximoff
- Scavenger - Robert Nicolle
- Ernest Scope (Promise)
- Scramble - Lionel Jeffries
- Scrambler
- Scratch
- Scribe
- Duncan Sebast
- Selby
- Selene - Selene Gallio
- Suvik Senyaka
- Seth (Neo)
- Shadow King - Amahl Farouk
- Shadowcat (formerly "Sprite" or "Ariel") - Katherine "Kitty" Pryde
- Shaky - Daniel Kaufmann
- Shamrock - Molly Fitzgerald
- Shard - Shard Bishop
- Shatter
- Shepard - Francis Leighton
- Short Circuit
- Sebastian Hiram Shaw
- Shift - Clifton Joseph
- Shinobi Shaw
- Randall Shire
- Shockman
- Shortpack
- Shrew - Marilyn Maycroft
- Shrine
- Sibercat - Illyich Lavrov
- Silicon
- Silkworm
- Silver - Jhimon Tang
- Silver Samurai - Kenuichio Harada
- Sirocco
- Siren - Costanza
- Siryn - Theresa Rourke Cassidy
- Skein (AKA Gypsy Moth, Sybarite)- Sybil Dvorak
- Sketch
- Skids - Sally Blevins
- Skin - Angelo Espinosa
- Skitz
- Skywalker
- Slab - Christopher Anderson
- Frederick Slade
- Hamilton Slade
- Margaret Slade
- Slick
- Slipstream - Davis Cameron
- Slither - Aaron Salomon
- Sluk - Byron Spencer
- Smart Alec - Alexander "Alec" Thorne
- Gregor Smerdyakov
- Gracie Smith (Promise)
- Smoke
- Snake
- Snow Queen
- Snowfall (Ginny Snow)
- Snow Leopard - Issa Koblev
- Solarr
- Ransome Sole (Neo)
- Soteira
- Bobby Soul
- Soul Skinner
- The Source - Michael Nowlan
- Spark
- Speedfreak
- Sparrow - H. R. O'Damia
- Specter - Dallas Gibson
- Jon Spectre
- Sphinx - Anath-Na Mut
- Spike I
- Spike III
- Spoilsport
- Spoor - Andrew Hamish Graves
- Spyne
- Squidboy - Sammy Pare'
- Squirrel Girl - Doreen Green
- Stacy X - Miranda Leevald
- Jack Starsmore
- Static I - Gianna Esperanza
- Static III (Neo)
- Stealth - Carlos McNally
- Stencil - Maria
- Stepford Cuckoos - Celeste, Esme, Mindee, Phoebe, and Sophie Cuckoo
- Stigmata
- Stinger - Wendy
- Stitch - Jodi
- Stone
- Stonewall - Louis Hamilton
- Storm - Ororo Munroe
- Streetman
- Amy Stringer
- Stringfellow
- Strobe
- Dan Strom
- Martin Strong
- Strong Guy - Guido Carosella
- Stryfe
- Stylles
- Submariner - Namor McKenzie
- Succubus
- Sugar Man
- Rachel Summers - també anomenada Rachel Anne Grey
- Sumo
- Sunder
- Sunfire - Shiro Yoshida
- Sunpyre - Leyu Yoshida
- Sunset Grace
- Sunspot - Roberto "Bobby" da Costa
- Super Sabre - Martin Fletcher
- Sureshot
- Surge - Noriko "Nori" Ashida
- Surrender Monkey - Brad Bentley
- Switch - Devon Alomar
- Sway - Suzanne Chan
- Arther Swift
- Sycamore - James Hutchinson
- Sylvie - Sylvette Lauziere
- Synch - Everett Thomas
- Amina Synge

### T
- Tag - Brian Cruz
- Tantra - Reuben
- Tar Baby
- Tarot - Marie-Ange Colbert
- Tartarus (Neo)
- Tattoo
- Teleplex
- Tempo - Heather Tucker
- Termite
- Tether
- Thornn - Lucia Callasantos
- Threnody - Melody Jacobs
- Thumbelina - Kristina Anderson
- Thunderbird - John Proudstar
- Thunderbird (3) - Neal Shaara
- Tick-Tock
- Timeshadow
- Timeslip - Rina Patel
- Toad - Mortimer Toynbee
- Toad Boy (District X)
- Toad-In-Waiting
- Tommy
- Tores
- Toro - Thomas Raymond
- Tough Love
- Tower
- Trader
- Trance - Hope Abbott
- Transfaser
- Larry Trask
- Tremolo
- Trois
- Damian Tryp - Dai
- Marcus Tsung

### U
- Ugly John (comics)
- U-Go Girl - Edie Sawyer
- Unus (the Untouchable) - Angelo Unuscione
- Unuscione - Carmella Unuscione
- Ursa Major - Mikhail Uriokovitch Ursus

### V
- Joey V. (Order of Former Mutants)
- V2
- Vague
- Vanguard - Nicolai Krylenko
- Vanisher - Telford Porter
- Robin Vega
- Veil
- Venus Dee Milo - "Dee" Milo
- Vesper - Raani Jatwinder
- Vessel
- Vincente
- Vindaloo - Venkat Katragadda
- Vivisector - Myles Alfred
- Amelia Voght
- Voodoo
- Vulcan (AKA Kid Vulcan) - Gabriel Summers

### W
- Wall
- Wall (II) - Günter Gross
- Wallflower - Laurie Collins
- Wanda (comics)Wanda
- Wanderer (Goth)
- War - Abraham Kieros
- Warpath - James Proudstar
- Tinent Ethan Warren
- Warp Savant
- Washout - John Lopez
- Evangeline Whedon
- Whirlwind - David Cannon
- Whiplash - Leeanne Foreman
- White Queen - Emma Frost
- Whizzer - Robert Frank
- Wicked
- Wild Child - Kyle Gibney
- Wildside - Richard Gill
- William
- Wind Dancer - Sofia Mantega Barrett
- Windshear - Colin Ashworth Hume
- Wing - Eddie
- Peter Paul Winston "Pete" Wisdom
- Wither - Kevin Ford
- The Witness - Lebeau
- Wiz-Kid - Takaski "Taki" Matsuya
- Wolf
- Wolf Cub - Nicholas Gleason
- Wolfsbane - Rahne Sinclair
- Wolverine - James "Logan" Howlett
- Worm (comics)Worm
- Wraith - Hector Mendoza
- Wrap (comics)Wrap
- Wrench - Leonard Hebb
- Wynter (Gene Nation)
- Wyre

### X
- X
- X-23 - Laura Kinney (AKA Laura X)
- X-Man - Nate Grey
- Xorn - Kuan-Yin Xorn
- Xorn (2) - Shen Xorn

### Y
- Yekaterina

### Z
- Zach
- Zapper - Colin Smith
- Zeek
- Zeitgeist - Axel Cluney
- Zippermouth - Vincent

## Mutants no humans de l'univers-616

### Mutants alienígenes
- Ariel - "Coconut Grove"
- Brood Mutants
  - Blindside
  - Brickbat
  - Dive-Bomber
  - Lockup
  - Spitball
  - Temptress
  - Tension
  - Whiphand
- Cadre K - Skrull:
  - Z'Cann
  - Nuro
  - R'Tee
  - Goroth
  - Spunje
  - Fiz
- Cerise - Shi'ar
- Longshot - Mojo World
- Shatterstar - Mojo World
- Ultra Girl - Kree
- Warlock - Technarchy

## Mutants d'altres dimensions
- Devil Dinosaur